# Мороз Анатолій Степанович

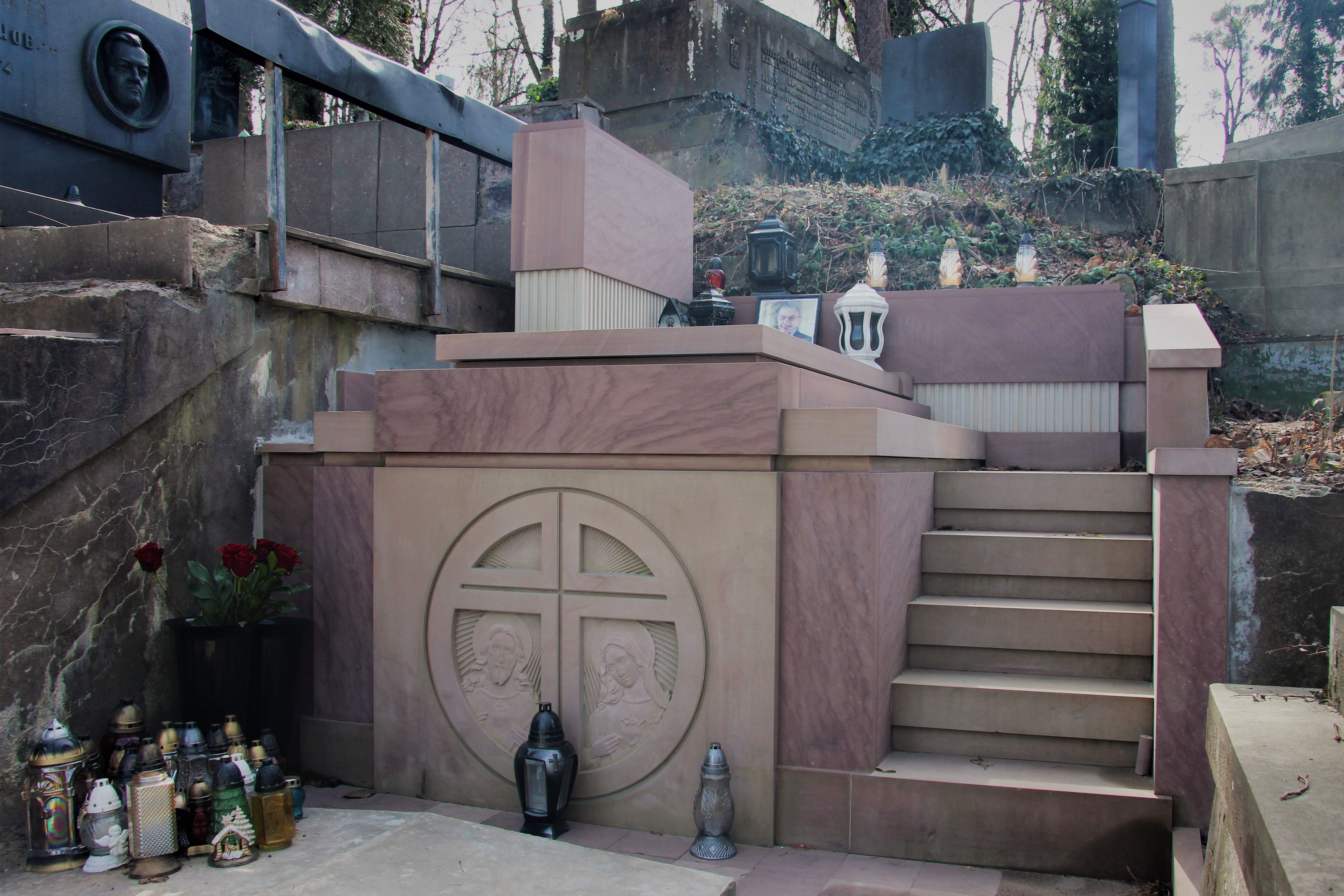

Мороз Анатолій Степанович ( 5 жовтня 1955 - 24 жовтня 2021) — проректор з економічних питань — головний бухгалтер Національного університету «Львівська політехніка», кандидат економічних наук, доцент, заслужений працівник освіти України, відмінник освіти України.

## Біографія
Народився 5 жовтня 1955 р. у м. Хмельницькому. У рідному місті здобув середню освіту. Упродовж 1973—1976 рр. А. С. Мороз проходив дійсну службу в лавах Радянської армії.
Свій трудовий шлях Анатолій Степанович розпочав робітником на заводі «Катіон». У 1977 р. вступив на інженерно-економічний факультет Хмельницького технологічного інституту побутового обслуговування, працював.
Ще будучи студентом, А. С. Мороз брав активну участь у громадському житті інституту, проявляв непогані організаторські здібності. Тому, коли Анатолій Степанович закінчив навчання, йому запропонували залишитися працювати в рідному вузі — очолювати профком студентів та аспірантів.
У 1982 р. А. С. Мороз обійняв посаду заступника головного бухгалтера, а через два роки — головного бухгалтера Хмельницького технологічного інституту побутового обслуговування. У рідному вузі Анатолій Степанович працював десять років, з яких сім очолював бухгалтерію вузу.
У листопаді 1991 р. досвідченому фахівцю й умілому керівнику запропонували обійняти посаду головного бухгалтера Державного університету «Львівська політехніка». З листопада 2000 р. А. С. Мороз працює проректором з економічних питань — головним бухгалтером Львівської політехніки.
Свій вільний час  Анатолій Степанович присвячував спорту.
Помер 24 жовтня 2021 року , похований на 17 полі Личаківського цвинтаря.

## Наукова робота
Наукові інтереси Анатолія Степановича Мороза були зосереджені на фінансово-економічній галузі, зокрема він досліджував роль економічних кадрів на підприємництві, проблеми та шляхи розвитку підприємництва. А. С. Мороз є автором 26 наукових праць, серед яких монографія «Управління ресурсним забезпеченням промислово-фінансових груп» (2007 р.), навчальні посібники «Бухгалтерський облік» та «Контроль і ревізія» (2004 р.), 24 наукових статті.

## Основні праці
1. Алєксєєв І. В., Мороз А. С., Желізняк Р. Й. Визначення етапів податкового стимулювання інноваційної діяльності підприємств України //Економіка і регіон, 2011.- № 30-С (спец. вип.) .-С. 262—265.
2. Алєксєєв І. В., Мороз А. С., Желізняк Р. Й. Організація роботи з податкового стимулювання інноваційної діяльності на підприємствах України //Економічний вісник університету: зб. наук. пр. учених та аспірантів/Переяслав-Хмельниц. держ. пед. ун-т ім. Г. Сковороди.-Переяслав-Хмельницький,2011.-Вип. 16/1 .-С. 334—337 .
3. Алєксєєв І. В., Мороз А. С., Мазур А. В. Оцінювання ефективності використання основних засобів науково-технічної підготовки виробництва //Донецький університет економіки та права. Вісник Донецького університету економіки та права: зб. наук. пр..-Донецьк,2011.-№ 1 . -С. 65-68.
4. Алєксєєв І. В., Мороз А. С., Хоменко А. І. Показник відносної ентропії в оцінюванні конкурентоспроможності машинобудівних підприємств //Теоретичні та прикладні питання економіки: зб. наук. пр./Київ. нац. ун-т ім. Т. Шевченка, Ін-т конкурент. сусп-ва.-К.,2011.-Вип. 26 .-С. 96-104.
5. Алєксєєв І., Мороз А., Желізняк Р. Оцінка податкового стимулювання інноваційної діяльності підприємств України //Формування ринкової економіки в Україні: зб. наук. пр./Львів. нац. ун-т ім. І. Франка.-Л.,2011.-Вип. 23.-Ч. 1 .-С. 3-9
6. Алєксєєв І. В., Мороз А. С., Волошин О. П. Взаємодія системи «освіта-кадрова підготовка виробництва» із стратегічним розвитком виробничо-господарських структур //Фінансово-економічні та інституціональні проблеми розвитку промислових підприємств: матеріали всеукр. наук.-практ. конф., 24-25 трав. 2007 р./НАН України, Донбас. держ. машинобуд. акад., Ін-т економіки пром-ті НАН України, Донец. ун-т економіки та права.-Краматорськ,2007 .-С. 6-7.
7. Алєксєєв І. В., Мороз А. С., Волошин О. П. Вплив системи «освіта — кадрова підготовка виробництва» на стратегії розвитку виробничо-господарських структур //Донбаська державна машинобудівна академія. Вісник Донбаської машинобудівної академії: зб. наук. пр..-Краматорськ,2007.-№ 2 (8) .-С. 14-17.
8. Алєксєєв Ігор Валентинович, Колісник Марія Костянтинівна, Мороз Анатолій Степанович Управління ресурсним забезпеченням промислово-фінансових груп: [монографія]/Нац. ун-т «Львів. політехніка» .-Л.:Вид-во Нац. ун-ту «Львів. політехніка»,2007 .-132 с.
9. Алексєєв Ігор Валентинович, Мороз Анатолій Степанович, Романів Євген Миколайович, Хома Ірина Борисівна Фінансовий аналіз: техніка розрахунків та моделювання економічних ситуацій: навч. посіб. для студ. вищ. навч. закл./Нац. ун-т «Львів. політехніка» .-Л.:Вид-во «Бескид Біт»,2003 .-152 с.

## Нагороди та відзнаки
За багатолітню сумлінну працю, високий професіоналізм Анатолій Степанович відзначений:
- низкою державних нагород Міністерства освіти і науки України;
- почесною грамотою Кабінету Міністрів України (2000 р.);
- нагрудним знаком «Відмінник освіти України» (2005 р.);
- нагрудним знаком «Петро Могила» (2005 р.);
- почесне звання «Заслужений працівник освіти України» (2006 р.);
- медаль Академії педагогічних наук України «К. Д. Ушинський» (2009 р.).